# Governo locale del Regno Unito
Il governo locale del Regno Unito é composto dai quattro stati in cui si articola il Regno Unito.

## Inghilterra
L'Inghilterra ha un sistema più complicato di governo e amministrazione locale. Ciò è il risultato di riforme e riorganizzazioni nel corso dei secoli. Il livello più alto di governo locale in Inghilterra è la regione. Ci sono 9 regioni. Queste includono anche la Grande Londra. Ogni regione ha un ufficio governativo e altri vari organismi.
Le regioni sono state introdotte per la prima volta negli anni 1990 e sembra che il governo sia pronto a rafforzare le responsabilità, nonché a introdurre assemblee elettive se la popolazione lo desidera.
Il livello sotto la regione è misto. Le province o contee tradizionali esistono ancora anche se negli anni '90 alcuni distretti delle contee sono diventati enti unitari e alcune contee sono scomparse del tutto.
Tradizionalmente il sistema è stato diviso in due livelli. Questi due livelli erano costituiti dalle contee e distretti, entrambi con i propri consigli e responsabilità. Sono ancora i più utilizzati. Nel sistema tradizionale le responsabilità sono divise tra i due - le contee sono responsabili delle aree più importanti (in base all'importo del bilancio!) come l'istruzione, la polizia, ecc. I distretti sono responsabili di altre aree come la pulizia delle strade, la pianificazione locale, la protezione ambientale, il turismo e così via.
Ci sono anche distretti metropolitani.
Le contee sono divise in distretti.
I distretti sono divisi in comunità.

## Scozia, Galles e Irlanda del Nord
Le tre nazioni Scozia, Galles e Irlanda del Nord hanno propri parlamenti o assemblee elettive. Al di sotto di questo livello ci sono le autorità e le comunità unitarie. Allo stesso tempo, talvolta vengono ancora utilizzati i nomi delle vecchie contee.

## Autorità unitaria
L'autorità unitaria (unitary authority) è un termine usato nel Regno Unito per designare un sistema di governo locale con teoricamente un solo livello di amministrazione. È responsabile di tutto a livello locale, come istruzione, polizia, servizi sociali, trasporti. In realtà c'è un altro livello ovvero le comunità dotate di consigli locali. Di solito hanno budget ridotti e non sono responsabili di quasi nulla.
Le autorità unitarie combinano le responsabilità delle contee e dei distretti.